# Сеймур, Майкл
Сэр Майкл Сеймур (англ. Michael Seymour, 3 декабря 1802 — 23 февраля 1887, Кадингтон-хаус, Хэмпшир) — адмирал Королевского ВМФ Великобритании.
Майкл Сеймур был третьим сыном контр-адмирала баронета Майкла Сеймура, отличившегося в годы Наполеоновских войн.

## Служба в Королевском флоте
В 1813 году он поступил в Королевский флот. 12 сентября 1822 года произведен в чин лейтенанта. 6 декабря 1824 года произведен в чин коммандера. 8 августа следующего года назначен командиром брига «Камелеон» (англ. HMS Cameleon). 5 августа 1826 года Сеймур произведен в чин капитана. 19 января 1827 года назначен командиром 26-пуш. фрегата «Менай» (англ. HMS Menai). С 12 сентября 1827 года в течение двух лет Майкл Сеймур командовал 28-пуш. фрегатом «Волэдж» (англ. HMS Volage) в крейсерстве у берегов Южной Африки. В 1833—1835 годах Майкл Сеймур был капитаном исследовательского судна «Челленджер» (англ. HMS Challenger), которое в итоге потерпело кораблекрушение у берегов Чили. С 7 апреля 1841 года в течение пяти месяцев он командовал 120-пуш. кораблем «Британия» (англ. HMS Britannia) под флагом вице-адмирала Джона Оммэни (англ. John Acworth Ommanney). С сентября 1841 года Сеймур командовал 84-пуш. кораблем «Пауэрфул» (англ. Powerful) в Средиземном море. 16 января 1845 года назначен командиром 74-пуш. корабля «Виндиктив» (англ. HMS Vindictive) под флагом вице-адмирала Фрэнсиса Остина в плавании у берегов Северной Америки и Вест-Индии. В 1849 году Сеймур совершил длительный тур по Франции, посещая верфи, арсеналы, машиностроительный завод, по итогам командировки он написал подробный отчет Адмиралтейству. 3 декабря 1850 года назначен командиром 84-пуш. корабля «Монарк» (англ. HMS Monarch) в Ширнессе. В 1851—1854 годах Майкл Сеймур был коммодором-суперинтендантом военно-морской базы Девонпорт.

## Крымская война
В 1854 году Сеймур был отправлен на Балтику, где участвовал в Крымской войне под командованием вице-адмирала сэра Чарлза Нейпира. 27 мая он был произведён в чин контр-адмирала, и когда в 1855 году кампания на Балтике возобновилась под командованием адмирала Ричарда Дандэса, то Сеймур был уже вторым по чину флагманом и держал флаг на корабле «Эксмут». В том же году Сеймур был ранен при взрыве русской мины нового образца, которую подняли на борт корабля с целью её исследования. 5 июля 1855 года Сеймур награждён орденом Бани командорского креста.

## Опиумная война
19 февраля 1856 года Майкл Сеймур был назначен главнокомандующим Китайской-Остиндской станции Королевского флота, и в этом качестве принял участие во Второй Опиумной войне, взяв Гуанчжоу и захватив форты Дагу. В 1859 году сэр Майкл стал Рыцарем Большого креста Ордена Бани.

## Послевоенные годы
В 1859—1863 годах сэр Майкл был членом Парламента от либеральной партии, представляя Девонпортский избирательный округ. 1 ноября 1860 года он был произведен в чин вице-адмирала. С 1 марта 1863 года в течение трех лет сэр Майкл был главнокомандующим военно-морской базы в Портсмуте. 5 марта 1864 года он был произведен в чин адмирала. В 1870 году вышел в отставку. С 1876 года и до самой смерти сэр Майкл занимал почетную должность вице-адмирала Великобритании .

## Семья
В 1829 году Майкл Сеймур женился на Дороти Найтон (англ. Dorothea Knighton); у них родились сын и три дочери. Племянником Майкла Сеймура был адмирал Эдвард Сеймур.